# 吴凌
吴凌（？—），女，中国电影录音师，一级录音师，中国电影金鸡奖最佳录音。现任中国电影集团公司电影数字制作基地后期分公司副总经理。